# Recopa Sudamericana 2023
La Recopa Sudamericana 2023,  oficialmente Conmebol Recopa Sudamericana 2023, fue la trigésima primera edición del torneo organizado por la Confederación Sudamericana de Fútbol, que enfrentó al campeón de la Copa Libertadores 2022 con el campeón de la Copa Sudamericana 2022. Coincidentemente los equipos que disputaron la final de la edición 2020 repitieron en 2023, fueron Flamengo de Brasil e Independiente del Valle de Ecuador.
El campeón fue Independiente del Valle y logró su primer título en la competición.

## Equipos participantes
|  | Flamengo                |  |  |  | Campeón de la Copa Conmebol Libertadores (2022) |
|  | Independiente del Valle |  |  |  | Campeón de la Copa Conmebol Sudamericana (2022) |

## Sedes
| Quito                          | Río de Janeiro                 |
| ------------------------------ | ------------------------------ |
| Estadio Banco Guayaquil        | Estadio de Maracaná            |
| Capacidad: 12 000 espectadores | Capacidad: 84 738 espectadores |
|                                |                                |

## Resultados
| Bandera de Brasil | vs. | Bandera de Ecuador              |
| Flamengo 0 1 (4)  | vs. | Independiente del Valle 1 0 (5) |

### Partido de ida
| 21 de febrero | Independiente del Valle | 1:0 (0:0) | Flamengo | Estadio Banco Guayaquil, Quito                                      |                                                                     |
| 19:30 (UTC-5) | Carabajal 69'           | Reporte   |          | Asistencia: 8811 espectadores Árbitro(s): Piero Maza VAR: Juan Lara | Asistencia: 8811 espectadores Árbitro(s): Piero Maza VAR: Juan Lara |

| 1          | Guardameta     | Moisés Ramírez       |       |
| 15         | Defensa        | Beder Caicedo        | 84'   |
| 2          | Defensa        | Agustín García Basso |       |
| 5          | Defensa        | Richard Schunke      |       |
| 14         | Defensa        | Mateo Carabajal      |       |
| 13         | Defensa        | Matías Fernández     |       |
| 8          | Centrocampista | Lorenzo Faravelli    |       |
| 16         | Centrocampista | Cristian Pellerano   | 73'   |
| 10         | Centrocampista | Junior Sornoza       | 90+3' |
| 9          | Delantero      | Kevin Rodríguez      | 84'   |
| 19         | Delantero      | Lautaro Díaz         | 73'   |
| Entrenador | Entrenador     | Martín Anselmi       |       |

| 1          | Guardameta     | Santos                 |     |
| 2          | Defensa        | Guillermo Varela       |     |
| 15         | Defensa        | Fabrício Bruno         |     |
| 23         | Defensa        | David Luiz             |     |
| 6          | Defensa        | Ayrton Lucas           |     |
| 7          | Centrocampista | Éverton Ribeiro        | 78' |
| 8          | Centrocampista | Thiago Maia            | 86' |
| 32         | Centrocampista | Arturo Vidal           |     |
| 10         | Delantero      | Gabriel Barbosa        |     |
| 14         | Delantero      | Giorgian de Arrascaeta |     |
| 9          | Delantero      | Pedro                  | 63' |
| Entrenador | Entrenador     | Vítor Pereira          |     |

| 11 | Centrocampista | Michael Hoyos     | 73'   |
| 80 | Centrocampista | Joao Ortiz        | 73'   |
| 50 | Delantero      | Alan Minda        | 84'   |
| 7  | Centrocampista | Jordy Alcívar     | 84'   |
| 21 | Centrocampista | Nicolás Previtali | 90+3' |

| 5  | Centrocampista | Erick Pulgar      | 63' |
| 11 | Centrocampista | Éverton           | 78' |
| 40 | Centrocampista | Matheus Gonçalves | 86' |

| Anotado | 69' | Mateo Carabajal | 1−0 |

| Amonestado | 37' | Lorenzo Faravelli |
| Amonestado | 40' | Moisés Ramírez    |
| Amonestado | 52' | Kevin Rodríguez   |
| Amonestado | 77' | Mateo Carabajal   |

| Amonestado | 34'   | Arturo Vidal    |
| Amonestado | 40'   | Pedro           |
| Amonestado | 66'   | Fabrício Bueno  |
| Amonestado | 90'   | David Luiz      |
| Amonestado | 90+7' | Gabriel Barbosa |

| Expulsado | 88' | Joao Ortiz |

| Árbitro              | Piero Maza       |
| Árbitros asistentes  | José Retamal     |
| Árbitros asistentes  | Claudio Urrutia  |
| Cuarto árbitro       | Cristián Garay   |
| Quinto árbitro       | Miguel Rocha     |
| VAR                  | Juan Lara        |
| Adicionales VAR      | Rodrigo Carvajal |
| Adicionales VAR      | Edson Cisternas  |
| Adicionales VAR      | Juan Soto        |
| Asesor de vídeo      | Patricio Polic   |
| Asesor internacional | Fredy Arellanos  |

| 1          | Guardameta     | Moisés Ramírez       |       |
| 15         | Defensa        | Beder Caicedo        | 84'   |
| 2          | Defensa        | Agustín García Basso |       |
| 5          | Defensa        | Richard Schunke      |       |
| 14         | Defensa        | Mateo Carabajal      |       |
| 13         | Defensa        | Matías Fernández     |       |
| 8          | Centrocampista | Lorenzo Faravelli    |       |
| 16         | Centrocampista | Cristian Pellerano   | 73'   |
| 10         | Centrocampista | Junior Sornoza       | 90+3' |
| 9          | Delantero      | Kevin Rodríguez      | 84'   |
| 19         | Delantero      | Lautaro Díaz         | 73'   |
| Entrenador | Entrenador     | Martín Anselmi       |       |

| 1          | Guardameta     | Santos                 |     |
| 2          | Defensa        | Guillermo Varela       |     |
| 15         | Defensa        | Fabrício Bruno         |     |
| 23         | Defensa        | David Luiz             |     |
| 6          | Defensa        | Ayrton Lucas           |     |
| 7          | Centrocampista | Éverton Ribeiro        | 78' |
| 8          | Centrocampista | Thiago Maia            | 86' |
| 32         | Centrocampista | Arturo Vidal           |     |
| 10         | Delantero      | Gabriel Barbosa        |     |
| 14         | Delantero      | Giorgian de Arrascaeta |     |
| 9          | Delantero      | Pedro                  | 63' |
| Entrenador | Entrenador     | Vítor Pereira          |     |

| 11 | Centrocampista | Michael Hoyos     | 73'   |
| 80 | Centrocampista | Joao Ortiz        | 73'   |
| 50 | Delantero      | Alan Minda        | 84'   |
| 7  | Centrocampista | Jordy Alcívar     | 84'   |
| 21 | Centrocampista | Nicolás Previtali | 90+3' |

| 5  | Centrocampista | Erick Pulgar      | 63' |
| 11 | Centrocampista | Éverton           | 78' |
| 40 | Centrocampista | Matheus Gonçalves | 86' |

| Anotado | 69' | Mateo Carabajal | 1−0 |

| Amonestado | 37' | Lorenzo Faravelli |
| Amonestado | 40' | Moisés Ramírez    |
| Amonestado | 52' | Kevin Rodríguez   |
| Amonestado | 77' | Mateo Carabajal   |

| Amonestado | 34'   | Arturo Vidal    |
| Amonestado | 40'   | Pedro           |
| Amonestado | 66'   | Fabrício Bueno  |
| Amonestado | 90'   | David Luiz      |
| Amonestado | 90+7' | Gabriel Barbosa |

| Expulsado | 88' | Joao Ortiz |

| Árbitro              | Piero Maza       |
| Árbitros asistentes  | José Retamal     |
| Árbitros asistentes  | Claudio Urrutia  |
| Cuarto árbitro       | Cristián Garay   |
| Quinto árbitro       | Miguel Rocha     |
| VAR                  | Juan Lara        |
| Adicionales VAR      | Rodrigo Carvajal |
| Adicionales VAR      | Edson Cisternas  |
| Adicionales VAR      | Juan Soto        |
| Asesor de vídeo      | Patricio Polic   |
| Asesor internacional | Fredy Arellanos  |

### Partido de vuelta
| 28 de febrero | Flamengo                                                           | 1:0 (1:0, 0:0) (t. s.)(4:5 p.)(Global 1:1) | Independiente del Valle                             | Estadio de Maracaná, Río de Janeiro                                          |                                                                              |
| 21:30 (UTC-3) | G. de Arrascaeta 90+6'                                             | Reporte                                    |                                                     | Asistencia: 71 411 espectadores Árbitro(s): Andrés Matonte VAR: Andrés Cunha | Asistencia: 71 411 espectadores Árbitro(s): Andrés Matonte VAR: Andrés Cunha |
|               |                                                                    | Tiros desde el punto penal                 |                                                     |                                                                              |                                                                              |
|               | G. de Arrascaeta · David Luiz · Éverton · Gerson · Gabriel Barbosa |                                            | Faravelli · Hoyos · Previtali · Schunke · Landázuri |                                                                              |                                                                              |

| 1          | Guardameta     | Santos                 |      |
| 2          | Defensa        | Guillermo Varela       | 82'  |
| 15         | Defensa        | Fabrício Bruno         |      |
| 23         | Defensa        | David Luiz             |      |
| 6          | Defensa        | Ayrton Lucas           | 112' |
| 7          | Centrocampista | Éverton Ribeiro        | 82'  |
| 8          | Centrocampista | Thiago Maia            | 72'  |
| 32         | Centrocampista | Arturo Vidal           | 72'  |
| 10         | Delantero      | Gabriel Barbosa        |      |
| 14         | Delantero      | Giorgian de Arrascaeta |      |
| 9          | Delantero      | Pedro                  | 112' |
| Entrenador | Entrenador     | Vítor Pereira          |      |

| 1          | Guardameta     | Moisés Ramírez       |       |
| 15         | Defensa        | Beder Caicedo        | 99'   |
| 2          | Defensa        | Agustín García Basso |       |
| 5          | Defensa        | Richard Schunke      |       |
| 14         | Defensa        | Mateo Carabajal      |       |
| 13         | Defensa        | Matías Fernández     | 90+2' |
| 8          | Centrocampista | Lorenzo Faravelli    |       |
| 16         | Centrocampista | Cristian Pellerano   | 100'  |
| 7          | Centrocampista | Jordy Alcívar        | 63'   |
| 10         | Delantero      | Junior Sornoza       | 72'   |
| 19         | Delantero      | Lautaro Díaz         | 72'   |
| Entrenador | Entrenador     | Martín Anselmi       |       |

| 20 | Centrocampista | Gerson            | 72'  |
| 11 | Delantero      | Éverton           | 72'  |
| 40 | Centrocampista | Matheus Gonçalves | 82'  |
| 34 | Defensa        | Matheuzinho       | 82'  |
| 31 | Delantero      | Marinho           | 112' |
| 46 | Delantero      | Mateusão          | 112' |

| 9  | Delantero      | Kevin Rodríguez   | 63'   |
| 11 | Centrocampista | Michael Hoyos     | 72'   |
| 4  | Defensa        | Anthony Landázuri | 72'   |
| 54 | Centrocampista | Patrik Mercado    | 90+2' |
| 17 | Defensa        | Gustavo Cortez    | 99'   |
| 21 | Centrocampista | Nicolás Previtali | 100'  |

| Anotado | 90+6' | Giorgian de Arrascaeta | 1−0 |

| Giorgian de Arrascaeta | Fallo de penal (atajado) | 0:0 |                  |                   |
|                        |                          | 0:1 | Acierto de penal | Lorenzo Faravelli |
| David Luiz             | Acierto de penal         | 1:1 |                  |                   |
|                        |                          | 1:2 | Acierto de penal | Michael Hoyos     |
| Éverton                | Acierto de penal         | 2:2 |                  |                   |
|                        |                          | 2:3 | Acierto de penal | Nicolás Previtali |
| Gerson                 | Acierto de penal         | 3:3 |                  |                   |
|                        |                          | 3:4 | Acierto de penal | Richard Schunke   |
| Gabriel Barbosa        | Acierto de penal         | 4:4 |                  |                   |
|                        |                          | 4:5 | Acierto de penal | Anthony Landázuri |

| Amonestado | 39'   | Éverton Ribeiro  |
| Amonestado | 44'   | Thiago Maia      |
| Amonestado | 45+1' | Arturo Vidal     |
| Amonestado | 65'   | Guillermo Varela |
| Amonestado | 74'   | David Luiz       |
| Amonestado | 114'  | Mateusão         |
| Amonestado | TP    | Gerson           |
| Amonestado | TP    | Gabriel Barbosa  |

| Amonestado | 14'   | Cristian Pellerano |
| Amonestado | 45+1' | Mateo Carabajal    |
| Amonestado | 63'   | Jordy Alcívar      |
| Amonestado | 90+1' | Beder Caicedo      |
| Amonestado | 110'  | Moisés Ramírez     |

| Árbitro              | Andrés Matonte   |
| Árbitros asistentes  | Nicolás Tarán    |
| Árbitros asistentes  | Martín Soppi     |
| Cuarto árbitro       | José Burgos      |
| Quinto árbitro       | Andrés Nievas    |
| VAR                  | Andrés Cunha     |
| Adicionales VAR      | Gustavo Tejera   |
| Adicionales VAR      | Richard Trinidad |
| Adicionales VAR      | Leodán González  |
| Asesor de vídeo      | Juan Cardellino  |
| Asesor internacional | Ángel Sánchez    |

| 1          | Guardameta     | Santos                 |      |
| 2          | Defensa        | Guillermo Varela       | 82'  |
| 15         | Defensa        | Fabrício Bruno         |      |
| 23         | Defensa        | David Luiz             |      |
| 6          | Defensa        | Ayrton Lucas           | 112' |
| 7          | Centrocampista | Éverton Ribeiro        | 82'  |
| 8          | Centrocampista | Thiago Maia            | 72'  |
| 32         | Centrocampista | Arturo Vidal           | 72'  |
| 10         | Delantero      | Gabriel Barbosa        |      |
| 14         | Delantero      | Giorgian de Arrascaeta |      |
| 9          | Delantero      | Pedro                  | 112' |
| Entrenador | Entrenador     | Vítor Pereira          |      |

| 1          | Guardameta     | Moisés Ramírez       |       |
| 15         | Defensa        | Beder Caicedo        | 99'   |
| 2          | Defensa        | Agustín García Basso |       |
| 5          | Defensa        | Richard Schunke      |       |
| 14         | Defensa        | Mateo Carabajal      |       |
| 13         | Defensa        | Matías Fernández     | 90+2' |
| 8          | Centrocampista | Lorenzo Faravelli    |       |
| 16         | Centrocampista | Cristian Pellerano   | 100'  |
| 7          | Centrocampista | Jordy Alcívar        | 63'   |
| 10         | Delantero      | Junior Sornoza       | 72'   |
| 19         | Delantero      | Lautaro Díaz         | 72'   |
| Entrenador | Entrenador     | Martín Anselmi       |       |

| 20 | Centrocampista | Gerson            | 72'  |
| 11 | Delantero      | Éverton           | 72'  |
| 40 | Centrocampista | Matheus Gonçalves | 82'  |
| 34 | Defensa        | Matheuzinho       | 82'  |
| 31 | Delantero      | Marinho           | 112' |
| 46 | Delantero      | Mateusão          | 112' |

| 9  | Delantero      | Kevin Rodríguez   | 63'   |
| 11 | Centrocampista | Michael Hoyos     | 72'   |
| 4  | Defensa        | Anthony Landázuri | 72'   |
| 54 | Centrocampista | Patrik Mercado    | 90+2' |
| 17 | Defensa        | Gustavo Cortez    | 99'   |
| 21 | Centrocampista | Nicolás Previtali | 100'  |

| Anotado | 90+6' | Giorgian de Arrascaeta | 1−0 |

| Giorgian de Arrascaeta | Fallo de penal (atajado) | 0:0 |                  |                   |
|                        |                          | 0:1 | Acierto de penal | Lorenzo Faravelli |
| David Luiz             | Acierto de penal         | 1:1 |                  |                   |
|                        |                          | 1:2 | Acierto de penal | Michael Hoyos     |
| Éverton                | Acierto de penal         | 2:2 |                  |                   |
|                        |                          | 2:3 | Acierto de penal | Nicolás Previtali |
| Gerson                 | Acierto de penal         | 3:3 |                  |                   |
|                        |                          | 3:4 | Acierto de penal | Richard Schunke   |
| Gabriel Barbosa        | Acierto de penal         | 4:4 |                  |                   |
|                        |                          | 4:5 | Acierto de penal | Anthony Landázuri |

| Amonestado | 39'   | Éverton Ribeiro  |
| Amonestado | 44'   | Thiago Maia      |
| Amonestado | 45+1' | Arturo Vidal     |
| Amonestado | 65'   | Guillermo Varela |
| Amonestado | 74'   | David Luiz       |
| Amonestado | 114'  | Mateusão         |
| Amonestado | TP    | Gerson           |
| Amonestado | TP    | Gabriel Barbosa  |

| Amonestado | 14'   | Cristian Pellerano |
| Amonestado | 45+1' | Mateo Carabajal    |
| Amonestado | 63'   | Jordy Alcívar      |
| Amonestado | 90+1' | Beder Caicedo      |
| Amonestado | 110'  | Moisés Ramírez     |

| Árbitro              | Andrés Matonte   |
| Árbitros asistentes  | Nicolás Tarán    |
| Árbitros asistentes  | Martín Soppi     |
| Cuarto árbitro       | José Burgos      |
| Quinto árbitro       | Andrés Nievas    |
| VAR                  | Andrés Cunha     |
| Adicionales VAR      | Gustavo Tejera   |
| Adicionales VAR      | Richard Trinidad |
| Adicionales VAR      | Leodán González  |
| Asesor de vídeo      | Juan Cardellino  |
| Asesor internacional | Ángel Sánchez    |

|                                             |
| Bandera de Ecuador                          |
| Campeón Independiente del Valle 1.er título |